# Golden (Canada)
Golden è una località (town) del Canada, situata in Columbia Britannica, nel distretto regionale di Columbia-Shuswap.